# روبي برينان
روبي برينان (بالإنجليزية: Robbie Brennan)‏ هو طبال أيرلندي، ولد في 1947، وتوفي في 12 أبريل 2016.

## وصلات خارجية
- روبي برينان على موقع ميوزك برينز (الإنجليزية)
- روبي برينان على موقع ديسكوغز (الإنجليزية)